# 马克·奥弗马斯
馬克·奧維馬斯（荷蘭語：Marc Overmars，發音：[ˈmɑr(ə)k ˈoːvərmɑrs]；1973年3月29日—），已退役荷蘭足球員，司職翼鋒，曾效力多家著名球會，包括阿贾克斯、阿森纳和巴塞羅那，為球會阿贾克斯的前任體育總監。

## 球員生涯
奧維馬斯出道早期主要效力荷蘭一些中下游球會，至1992年獲荷蘭班霸阿積士垂青，正式轉投該會。效力期間奧維馬斯最為人稱道之成績，莫過於1995年贏得當年歐洲聯賽冠軍杯，年僅22歲。
當時阿積士陣中多位球員都相繼改投歐洲一些大球會，1997年他亦選擇轉會，加盟英格蘭球會阿仙奴。效力第一年已力壓聯衛冕的曼聯，贏得英超聯賽冠軍，同年還贏得英格蘭足總杯。適逢西甲班霸巴塞隆拿出手招攬奧維馬斯，於是2000年他決定轉投巴塞隆拿。
奧維馬斯曾出戰過多屆國際大賽，包括三屆歐洲國家杯(1996、2000、2004)和兩屆世界杯(1994、1998)。2004年因持續膝傷宣告退役。
2008年8月10日，奧維馬斯宣布復出，於2008/09球季效力與職業生涯的起點球會前進之鷹。

## 退役後
2005年2月，奧維馬斯成為前進之鷹的股東。 兩個月後，他加入了俱樂部的董事會，負責處理技術問題。前進之鷹的主席表示，他對 Overmars 的到來“十分滿意”，並補充說，“董事會需要有紮實足球背景的人。”
2011年，奧維馬斯擔任阿賈克斯青年隊教練，每週工作一天。 在2011-12賽季結束時，奧維馬斯離開了他在前進之鷹的職位。他說：“我在俱樂部以志願者的角式活躍了七年。那是我生命中的重要時刻。" 俱乐部在联赛中令人失望的状态加速了他作出这一决定。
奧維馬斯於2012年7月成為阿賈克斯的足球總監。在承認向女同事發送了一系列不當信息後，奧維馬斯於2022年2月6日辭去了在阿賈克斯的職務。

## 榮譽
- 荷蘭甲組聯賽冠軍：1994-95、1995-96
- 歐洲聯賽冠軍杯：1995
- 英超聯賽冠軍：1997-98
- 英格蘭足總杯：1997-98

## 外部連結
- 马克·奥弗马斯 檔案及數據 Wereld van Oranje （荷兰文）